# Petrești (gmina w okręgu Dymbowica)
Petrești – gmina w południowej Rumunii, administracyjnie należąca do okręgu Dymbowica.
W skład gminy wchodzi 7 miejscowości: Coada Izvorului, Gherghești, Greci, Ionești, Petrești, Potlogeni-Deal i Puntea de Greci. Według stanu na rok 2011 liczyła 5791 mieszkańców, zaś w roku 2021 jej liczebność wynosiła 5085 mieszkańców.